# 池田 (川崎市)
池田（いけだ）は、神奈川県川崎市川崎区の地名。現行行政地名は池田1丁目から池田2丁目。住居表示実施済区域。

## 地理
川崎区の北西部に位置し、北に下並木、北東に日進町、北西に横浜市鶴見区市場上町、南東に渡田山王町・京町、南西に横浜市鶴見区平安町、西に横浜市鶴見区市場大和町と接している。

### 地価
住宅地の地価は、2025年（令和7年）1月1日の公示地価によれば、池田2-7-3の地点で39万8000円/m²となっている
。

## 歴史

### 沿革
- 1924年（大正13年）6月25日 - 耕地整理により、小土呂字池田耕地から池田町を設置する。
- 1965年（昭和40年）7月1日 - 住居表示の実施に伴い、池田町の一部から池田1丁目、池田2丁目を新設。残部は京町に編入。
- 1972年（昭和47年）4月1日 - 川崎市が政令指定都市の制定に伴い、川崎区が新設。川崎市川崎区池田1丁目、池田2丁目となる[5][7]。

## 世帯数と人口
2025年（令和7年）6月30日現在（川崎市発表）の世帯数と人口は以下の通りである。
| 丁目      | 世帯数    | 人口    |
| --------- | --------- | ------- |
| 池田1丁目 | 1,622世帯 | 2,224人 |
| 池田2丁目 | 747世帯   | 1,185人 |
| 計        | 2,369世帯 | 3,409人 |

### 人口の変遷
国勢調査による人口の推移。
| 年                 | 人口  |
| ------------------ | ----- |
| 1995年（平成7年）  | 2,603 |
| 2000年（平成12年） | 2,737 |
| 2005年（平成17年） | 2,956 |
| 2010年（平成22年） | 3,003 |
| 2015年（平成27年） | 3,132 |
| 2020年（令和2年）  | 3,372 |

### 世帯数の変遷
国勢調査による世帯数の推移。
| 年                 | 世帯数 |
| ------------------ | ------ |
| 1995年（平成7年）  | 1,255  |
| 2000年（平成12年） | 1,332  |
| 2005年（平成17年） | 1,572  |
| 2010年（平成22年） | 1,720  |
| 2015年（平成27年） | 1,841  |
| 2020年（令和2年）  | 2,108  |

## 学区
市立小・中学校に通う場合、学区は以下の通りとなる（2025年1月時点）。
| 丁目      | 番・番地等 | 小学校             | 中学校             |
| --------- | ---------- | ------------------ | ------------------ |
| 池田1丁目 | 全域       | 川崎市立川崎小学校 | 川崎市立川崎中学校 |
| 池田2丁目 | 全域       | 川崎市立京町小学校 | 川崎市立川崎中学校 |

## 事業所
2021年（令和3年）現在の経済センサス調査による事業所数と従業員数は以下の通りである。
| 丁目      | 事業所数  | 従業員数 |
| --------- | --------- | -------- |
| 池田1丁目 | 69事業所  | 523人    |
| 池田2丁目 | 37事業所  | 470人    |
| 計        | 106事業所 | 993人    |

### 事業者数の変遷
経済センサスによる事業所数の推移。
| 年                 | 事業者数 |
| ------------------ | -------- |
| 2016年（平成28年） | 98       |
| 2021年（令和3年）  | 106      |

### 従業員数の変遷
経済センサスによる従業員数の推移。
| 年                 | 従業員数 |
| ------------------ | -------- |
| 2016年（平成28年） | 774      |
| 2021年（令和3年）  | 993      |

## 交通

### 鉄道
- 東日本旅客鉄道（JR東日本）南武線
- 京浜急行電鉄 本線
  - 八丁畷駅

### 道路
- 国道15号

## その他

### 日本郵便
- 郵便番号 : 210-0022[3]（集配局：川崎港郵便局[18]）

### 警察
町内の警察の管轄区域は以下の通りである。
| 丁目      | 番・番地等 | 警察署     | 交番・駐在所 |
| --------- | ---------- | ---------- | ------------ |
| 池田1丁目 | 全域       | 川崎警察署 | 京町通交番   |
| 池田2丁目 | 全域       | 川崎警察署 | 京町通交番   |